# Carabayo
El carabayo (o caraballo o aroje, a vegades també anomenat yurí) és la llengua d'un grup amazònic no contactat de Colòmbia que viuen en un llogaret amb almenys tres grades cases llargues pròximes al riu Puré, detectades en vols a baixa altura. El nom "Carabayo" es pren d'un malnom burlesc, "Bernardo Caraballo", donat a un home carabayo durant la seva captivitat a la missió dels caputxins a La Pedrera el 1969. S'ha informat que la seva autodenominació és yacumo.
Els pobles bora els denominen aroje, mentre que uns altres grups arawak els anomenen máku o macusa, que és un terme pejoratiu aplicat a molts altres grups, a més dels carabayos.

## Classificació
Sovint s'ha assumit que l'idioma carabayo són una facció separada dels yurí o altres pobles la presència dels quals està testimoniada a la regió des del segle xix. De fet, el govern colombià en les seves publicacions usa els termes "yurí", "carabayo" i "aroje" indistintament. Tanmateix, no és clar que el carabayo sigui el mateix que l'idioma yurí. Així en una trobada accidental amb gents prèviament no contactades del riu Puré (tal vegada de l'ètnia carabayo), ocorregut en 1969, només el 20% de les paraules recopilades tenien un equivalent yurí o un cognat clar (naturalment poden existir errors en el significat suposat de les paraules donades les característiques de la trobada). Si es pren com a correcte aquest compte del 20% de cognats, llavors no pot parlar-se de la mateixa llengua sinó només d'una llengua llunyanament emparentada amb el yurí. A més la llista de 199 paraules compilada ha estat publicada, ni examinada per altres lingüistes la qual cosa complica encara més possibilitat de verificar el parentiu.
Per Roberto Franco, tot i que ja hi havia indicis històrics i geogràfics que indicaven la identitat entre carabayos i yurís, es té certesa sobre aquest tema a causa de l'estudi lingüístic comparatiu realitzat per Juan Álvaro Echeverri, amb el suport de Frank Seifart. Per Goulard i Maria Emilia Rodríguez, les correspondències entre yurí i tikuna permeten rastrejar la continuïtat dels processos de la variació dialectal de terra ferma i riberes. Mentre la llengua dels anomenats carabayos, malgrat està molt mal documentada, igual que el vocabulari yurí conegut, es relacionen fàcilment amb la llengua ticuna.

## Vocabulari
Vocabulari de la llengua carabayo:
| Número | Caraballo (Berchmans 1969) | Traducció (Berchmans 1969)                                                    | Cognat en ticuna (Montes) | Traducció (Montes)                   |
| ------ | -------------------------- | ----------------------------------------------------------------------------- | ------------------------- | ------------------------------------ |
| 1.     | alo                        | vingui                                                                        | níà na-ṹ                  | ¡vine aquí!                          |
| 2.     | gudda                      | espera                                                                        | na-ngé-eḗ                 | ¡espera!                             |
| 3.     | amá                        | sigui                                                                         | daunaí                    | puja (entra a casa meva)             |
| 4.     | jono                       | noi                                                                           | bü :kü, yátü              | nen, home                            |
| 5.     | pama                       | allà-mira                                                                     | páàmà                     | ¡ràpid, corre!                       |
| 6.     | chaumeni                   | bo-bonic agrada                                                               | chò-ü̃ na-mè: niī́          | m'agrada (lit. a mí és bo)           |
| 7.     | ao                         | els nens per cridar als pares                                                 | oí pa-õ                   | avi marca afectiva                   |
| 8.     | nya nauué                  | dona'm, presta, mostra                                                        | níà na-üü-é               | ¡anem! agafa, pren                   |
| 9.     | cariba                     | blanc                                                                         | korí                      | Karíwa (Tupí); blanc (¿caribe?)      |
| 10.    | nya                        | fora                                                                          | níà                       | ¡anem! (invitació)                   |
| 11.    | agó                        | portar                                                                        | na-ngé                    | portar                               |
| 12.    | chaunove                   | escalfa'm (al fill perquè fiqués la mà en la candela i la hi apliqués al cos) | chò-ü̃ na-nai-eḗ           | ell em fa escalfar                   |
| 13.    | aua                        | ridant al nen                                                                 | níà na-o                  | veuen aquí!                          |
| 14.    | jaco                       | mossega                                                                       | ngokù                     | mossegar                             |
| 15.    | xàma                       | basta- Ja                                                                     | tàmà                      | no (resposta)                        |
| 16.    | gu                         | sí                                                                            | ngü̃ü̃                      | sí, afirmació                        |
| 17.    | ñe                         | no                                                                            | tàmà, taù                 | no, negació                          |
| 18.    | dimene                     | mata                                                                          | na-mà                     | ell mata-aixafa                      |
| 19.    | pinê                       | gambeta                                                                       | enü                       | gambeta                              |
| 20.    | pinê go                    | portar gambeta                                                                | enü na-ngé                |                                      |
| 21.    | erê anne anne              | sense traducció                                                               | erü...                    | perquè (connector)?                  |
| 22.    | arê che o neko             | sense traducció                                                               |                           |                                      |
| 23.    | enêênêênna picju           | sense traducció                                                               | peyü                      | surba?                               |
| 24.    | widayareu                  | sense traducció                                                               | yare yari                 | personatge mític? pichico?           |
| 25.    | bayaneku                   | sense traducció                                                               | bai-ànè-kü                | inundació, creixent, temps d'hivern? |
| 26.    | añé ui conê                | sense traducció                                                               | ... ui kù-ngè             | ¿...fariña vas portar?               |
| 27.    | ekonenko                   | sense traducció                                                               |                           |                                      |
| 28.    | etamenita                  | sense traducció                                                               | ẽ:tá                      | ¿estrella, cosa que brilla?          |
| 29.    | chauiba chutaiba           | sense traducció                                                               |                           |                                      |
| 30.    | nenerigu                   | sense traducció                                                               | ñáà narü gü               | ¿així va dir ell?                    |
| 31.    | añé uicarê                 | sense traducció                                                               | aina ui                   | ¿verí? ¿fariña?                      |
| 32.    | yua neconê                 | sense traducció                                                               | yue                       | ¿mort?                               |